# FC Porto
Futebol Clube do Porto (wym. [futɨˈbɔɫ ˈklub(ɨ) du ˈpoɾtu]) – portugalski klub sportowy (szczególną rolę odgrywa sekcja piłki nożnej), grający obecnie w Primeira Liga i mający siedzibę w Porto.
FC Porto jest odznaczone m.in. Orderem Infanta Henryka i Orderem Zasługi.
Klub został założony w 1893 roku, a od 1934 nieprzerwanie od powstania ligi występuje w najwyższej klasie rozgrywkowej w Portugalii. Domowe mecze rozgrywa na Estádio do Dragão (Stadion Smoka), który może pomieścić niespełna 51 tys. widzów.
Zespół Porto należy do najbardziej utytułowanych w Portugalii. Trzydzieści dwa razy wywalczył Mistrzostwo Portugalii, dziewiętnaście razy zdobywał Puchar Portugalii i siedemnaście razy zdobywał Superpuchar Portugalii. Osiągał także sukcesy w europejskich i światowych pucharach. Choć był do 1987 jedynym klubem z portugalskiej "wielkiej trójki" (SLB, SCP,FCP), bez trofeum międzynarodowego. W 1984 Porto przegrało finał Pucharu Zdobywców Pucharów  z Juventusem Turyn, w którego składzie grał Zbigniew Boniek. Porto wygrało PEMK/Ligę Mistrzów w 1987 i 2004 roku, dwukrotnie zdobyło Puchar UEFA w 2003, oraz po zmianie nazwy zawodów Ligę Europa 2011, jako jedyny zespół portugalski. Klub piłkarski Porto jest także jedynym portugalskim zespołem, który dwukrotnie zdobył Puchar Interkontynentalny w piłce nożnej 1987, 2004. Drużyna zdobyła także w 1987 Superpuchar UEFA. W tabeli wszech czasów ligi portugalskiej Porto zajmuje 2. miejsce za Benfiką. Jednak Porto jest najbardziej utytułowanym klubem pucharowym UEFA i FIFA w Portugalii oraz jednym z nielicznych na świecie, którzy zdobyli Puchar Europy, Superpuchar UEFA, Puchar Interkontynentalny w jednym sezonie.

## Historia

### Założenie Porto i początki

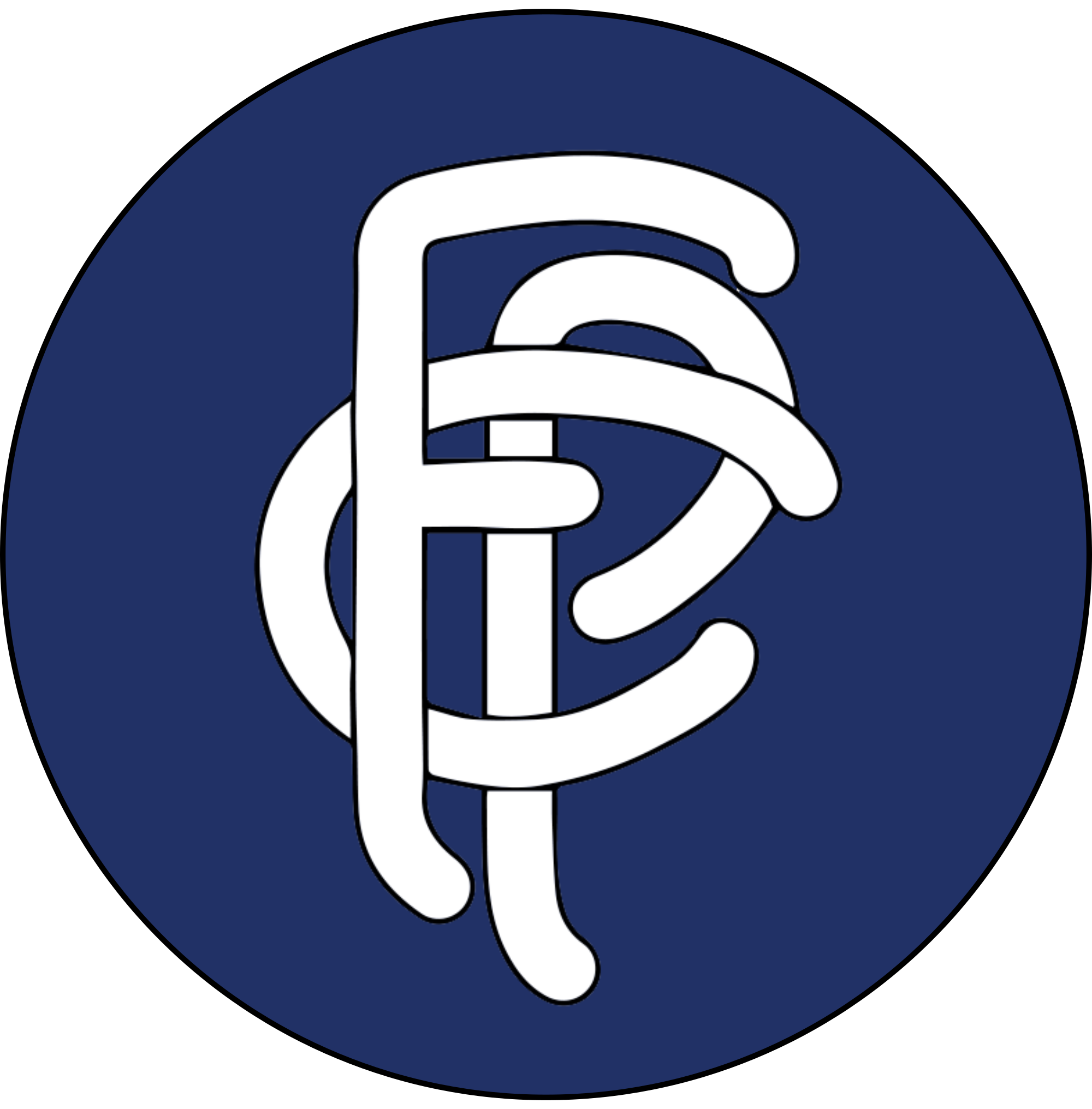
Pierwsze logo FC Porto

Klub powstał 28 września 1893 roku, a jego założycielem był Antonio Nicolau de Almeida, handlarz winem, który z piłką nożną zetknął się po raz pierwszy podczas swoich podróży po Anglii. W 1906 opiekę nad FC Porto obejmuje José Monteiro da Costa – od tej chwili jest to nie tylko klub piłkarski, ale trenuje również tenisistów, lekkoatletów, bokserów oraz pływaków. Pierwsze boisko klubowe nosiło nazwę „Campo da Rainha” (boisko Królowej). 7 lutego 1907 roku odbyło się spotkanie zarządu, na którym José Monteiro da Costa oficjalnie został mianowany na prezydenta FC Porto. Siedziba klubu mieściła się na Rua da Rainha. W marcu 1933 roku przeniesiona została na Praça do Municipio. Pierwsze logo klubu miało postać granatowej piłki z białymi liniami i napisem FCP. Wybrane kolory miały symbolizować czystość, spokój i siłę woli. Dwadzieścia lat później dodano do niego symbol miasta Porto.

### Świetlane Lata
W ciągu następnych lat Porto zaczęło odnosić sukcesy stając jednym z najważniejszych klubów w Portugalii (obok takich jak SL Benfica i Sporting CP). W latach 1922–1938 czterokrotnie zdobyło Mistrzostwo Portugalii oraz wygrało rozgrywki ligowe w sezonie 1934/35.

### Lata bez mistrzostw
Zwycięstwo w 1948 roku nad Arsenalem 3:2 rozjaśniło okres niepowodzeń (po zwycięstwach w rozgrywkach ligowych w sezonach 1938/39 i 1939/40 Porto nie zdobyło żadnego tytułu aż do 1956 roku). 4 grudnia 1949 położono kamień węgielny pod nowy stadion. Uroczyste otwarcie „Estádio das Antas” odbyło się 28 maja 1952 roku.

### Powrót na fotel mistrza Portugalii
Rok 1956 był rokiem przełomowym dla Porto. Po 16 latach niepowodzeń drużyna zajęła pierwsze miejsce w „Campeonato da 1ª Divisão” oraz zdobyła Puchar Portugalii. Po raz pierwszy wzięła też udział w rozgrywkach UEFA, mierząc swoje siły z Athletic Bilbao. Następny sukces odniesiony został w sezonach: 1957/58 (Puchar Portugalii) oraz 1958/59 (zwycięstwo w Lidze). W latach sześćdziesiątych Porto tylko raz było triumfatorem, zdobywając Puchar Portugalii w sezonie 1967/68. Na kolejne sukcesy trzeba było czekać do roku 1977, który przyniósł zwycięstwo w Pucharze Portugalii. Przełamana została zła passa – następne dwa sezony należały do Porto.

### Europejskie sukcesy
W 1982 roku kontrolę nad klubem przejął Jorge Nuno Pinto da Costa – Porto było wówczas jedynym klubem z „wielkiej trójki”, który nie miał na koncie zwycięstw w międzynarodowych rozgrywkach. Wkrótce uległo to zmianie. W sezonie 1986/87 FC Porto zdobyło po raz pierwszy Puchar Europejskich Mistrzów Krajowych (pokonując w finale 2:1 Bayern Monachium – gole: Rabah Madjer, Juary), a także Superpuchar UEFA. Rok później Puchar Interkontynentalny.

### Era Mourinho
Na następny sukces w rozgrywkach europejskich Porto czekało do 2003 roku. José Mourinho, który objął posadę trenera w klubie, doprowadził zespół do zwycięstwa w Pucharze UEFA (mecz finałowy z Celtic Glasgow zakończony wynikiem 3:2). 2004 rok przyniósł zwycięstwo w Lidze Mistrzów (w drodze po trofeum Porto przegrało tylko raz – z Realem Madryt). W meczu finałowym przeciwnikiem Porto była drużyna AS Monaco, którą Smoki pokonały 3:0 – gole zdobyte przez C. Alberto, Deco i D. Aleniczewa. W grudniu 2004 Porto w rzutach karnych pokonało Once Caldas i zdobyło Puchar Interkontynentalny.

### Era Ferreiry
Po przejęciu Porto przez Jesualdo Ferreirę, klub znowu zaczął dominować w Portugalii, a także znowu liczyć się w Europie. Zdobywał mistrzostwa przez trzy sezony z rzędu (2006/07, 2007/08, 2008/09), a także dwa z rzędu Puchary Portugalii w sezonie 2008/09, 2009/10. W 2009 roku klub wspinał się wysoko w Lidze Mistrzów, lecz w 1/4 finału przegrał z Manchesterem United.

### Era Villas-Boasa
Od 3 czerwca 2010 trenerem drużyny był André Villas-Boas. Ten trener już w pierwszym sezonie zapisał się jako świetny szkoleniowiec. Jako trener Smoków w swym pierwszym sezonie zdobył Superpuchar Portugalii, Mistrzostwo Portugalii, Puchar Portugalii i wygrał Ligę Europa. Wygrywając Ligę Europa 2011 stał się najmłodszym, 33 letnim trenerem, który zdobył międzynarodowe trofeum piłki nożnej. FC Porto jako jedyny zespół europejski po raz drugi zdobył trzy trofea – mistrzostwo kraju, puchar kraju i puchar rozgrywek UEFA. Porto ustanowiło rekordy ligi: zdobycie mistrzostwa z największą liczbą punktów (84) w 16 drużynowej lidze i 3 pkt. za wygraną, osiągnięcie 21 punktów przewagi nad zespołem drugiego miejsca i 16 wygranych meczów z rzędu. Piłkarz Falcao strzelił 17 goli w jednym sezonie Ligi Europa 2011, czym ustanowił rekord tego turnieju.
Piłkarz Hulk strzelił 23 gole, dzięki temu wygrał klasyfikację strzelców Primeira Liga 2010/11. W tym sezonie drużyna pod wodzą Andre Villas-Boasa jako druga w historii wygrała Primeira Liga nie doznając porażki, remisując trzy mecze. Rolę kapitana drużyny pełni bramkarz Helton.

## Obecny skład
Stan na 29 lipca 2025
| Nr | Poz. | Piłkarz           |
| -- | ---- | ----------------- |
| 3  | OB   | Zé Pedro          |
| 5  | OB   | Jan Bednarek      |
| 6  | PO   | Stephen Eustáquio |
| 7  | NA   | William Gomes     |
| 8  | PO   | Victor Froholdt   |
| 9  | NA   | Samu Aghehowa     |
| 10 | PO   | Gabri Veiga       |
| 11 | NA   | Pepê              |
| 12 | OB   | Zaidu Sanusi      |
| 14 | BR   | Cláudio Ramos     |
| 15 | PO   | Vasco Sousa       |
| 16 | PO   | Marko Grujić      |
| 17 | NA   | Borja Sainz       |
| 18 | OB   | Nehuén Pérez      |
| 19 | NA   | Danny Namaso      |
| 20 | OB   | Alberto Costa     |
| 21 | OB   | Dominik Prpić     |

| Nr | Poz. | Piłkarz                   |
| -- | ---- | ------------------------- |
| 22 | PO   | Alan Varela (wicekapitan) |
| 24 | BR   | João Costa                |
| 25 | PO   | Tomás Pérez               |
| 27 | NA   | Deniz Gül                 |
| 45 | OB   | João Moreira              |
| 51 | BR   | Diogo Fernandes           |
| 52 | OB   | Martim Fernandes          |
| 68 | PO   | André Oliveira            |
| 73 | OB   | Gabriel Brás              |
| 74 | OB   | Francisco Moura           |
| 77 | PO   | Iván Jaime                |
| 84 | OB   | Martim Cunha              |
| 86 | NA   | Rodrigo Mora              |
| 87 | NA   | Brayan Caicedo            |
| 88 | PO   | Domingos Andrade          |
| 99 | BR   | Diogo Costa (kapitan)     |

## Stadion

### Estádio das Antas
Estádio das Antas był najdłużej użytkowanym stadionem przez FC Porto. Dosłownie znaczy to Stadion na skałach. Stadion otwarto w 1952 i FC Porto rozgrywało na nim mecze do 2004, kiedy klub przeniósł się na nowo wybudowany Estádio do Dragão. Początkowo miał nawet 80 tysięcy miejsc i niemal pionowe górne trybuny, w latach osiemdziesiątych XX w. jego pojemność zmniejszono do 64300 miejsc. Po wybudowaniu nowego stadionu, stary obiekt rozebrano.

### Estádio do Dragão
- Nazwa – Estádio do Dragão
- Miasto – Porto
- Pojemność – 50 948 widzów

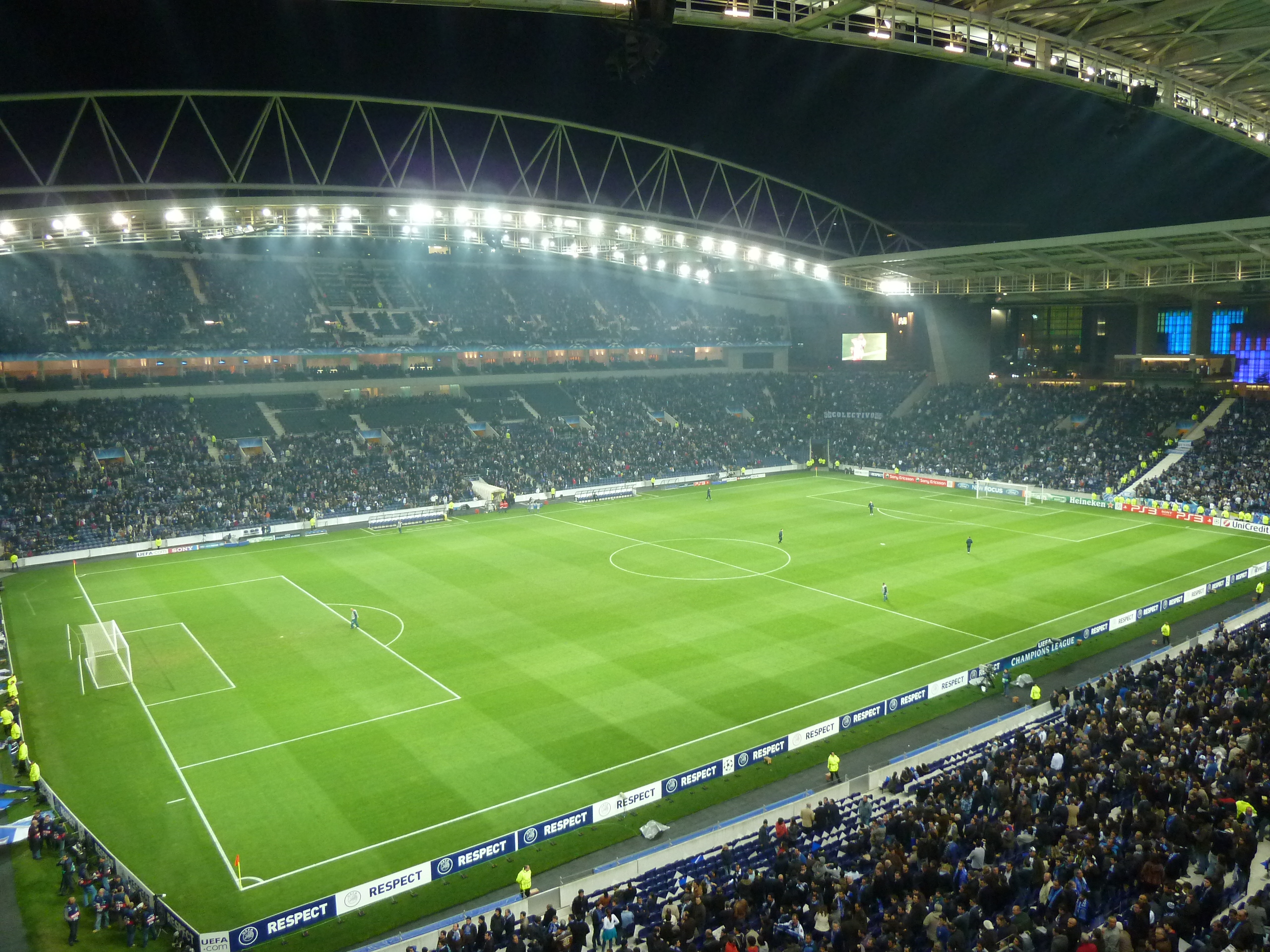
Estadio do Dragão

- Inauguracja – 16 października 2003
- Rozmiar boiska – 105 × 68 m
- Projektanci – Manuel Salgado
- Wykonawca – Ballast-Nedam

Obecnie domowe mecze zespół Porto rozgrywa na stadionie Estádio do Dragão, nazwanego od smoka w herbie Porto. Stadion został zbudowany na Mistrzostwa Europy w 2004 roku i inauguracyjnym meczem było spotkanie FC Porto z FC Barceloną, wygrane przez Porto 2-0. Obecnie stadion liczy niespełna 51 tysięcy miejsc. Budowa stadionu kosztowała niespełna 98 milionów euro. W 2003 roku UEFA przyznała stadionowi 5 gwiazdek w swojej klasyfikacji stadionów. Obiekt składa się z czterech trybun, i wszystkie są zadaszone.

## Słynne mecze

### O Clássico
Mecze między najbardziej utytułowanymi drużynami Portugalii, FC Porto i SL Benfica z konkurujących ze sobą miast Porto i Lizbona.
- Pierwsza Liga: 154 mecze |Z| 60 |R| 41 |P| 53
- Puchar Portugalii: 40 meczów |Z| 12 |R| 5 |P| 23
- Superpuchar Portugalii: 25 meczów |Z| 13 |R| 7 |P| 5
- Puchar Ligi: 1 mecz |Z| 0 |R| 0 |P| 1

### Dragões vs Leões
Mecze FC Porto ze Sportingiem.
- Pierwsza Liga: 154 mecze |Z| 59 |R| 40 |P| 55
- Puchar Portugalii: 48 meczów |Z| 18 |R| 14 |P| 16
- Superpuchar Portugalii: 8 meczów |Z| 0 |R| 4 |P| 4
- Puchar Ligi: 1 mecz |Z| 0 |R| 0 |P| 1

### Derby da Invicta
Są to derby miasta Porto, a także północnej Portugalii. Są rozgrywane pomiędzy klubami FC Porto i Boavistą Porto. Boavista Porto jest uważana za dużo słabszy klub od FC Porto, a statystyki potwierdzają dominację Smoków. W historii rozegrano 130 meczów, 85 zwycięstw FC Porto, a 35 Boavisty. Są to trzecie pod względem ważności derby Portugalii.

## Sukcesy

### Trofea międzynarodowe
| \| \| Zdobyte trofea w rozgrywkach międzynarodowych (stan na: 31-05-2012) \| |                                                                     |      |                  |
| Rozgrywki                                                                    | Osiągnięcie                                                         | Razy | Sezon(y)         |
| Puchar Interkontynentalny                                                    | zdobywca                                                            | 2    | 1987, 2004       |
| Puchar Interkontynentalny                                                    | finalista                                                           | 0    |                  |
| · Liga Mistrzów · (Puchar Europy)                                            | zdobywca                                                            | 2    | 1987, 2004       |
| · Liga Mistrzów · (Puchar Europy)                                            | finalista                                                           | 0    |                  |
| · Liga Europy · (Puchar UEFA)                                                | zdobywca                                                            | 2    | 2003, 2011       |
| · Liga Europy · (Puchar UEFA)                                                | finalista                                                           | 0    |                  |
| · Puchar Zdobywców                                                           | zdobywca                                                            | 0    |                  |
| · Puchar Zdobywców                                                           | finalista                                                           | 1    | 1984             |
| · Superpuchar UEFA                                                           | zdobywca                                                            | 1    | 1987             |
| · Superpuchar UEFA                                                           | finalista                                                           | 3    | 2003, 2004, 2011 |
| · Puchar Intertoto                                                           | zdobywca                                                            | 0    |                  |
| · Puchar Intertoto                                                           | finalista                                                           | 0    |                  |
| · Puchar Miast Targowych                                                     | zdobywca                                                            | 0    |                  |
| · Puchar Miast Targowych                                                     | finalista                                                           | 0    |                  |
| · Puchar Miast Targowych                                                     | 1/16 finału                                                         | 2    | 1966, 1970       |
| FIFA                                                                         | Zdobyte trofea w rozgrywkach międzynarodowych (stan na: 31-05-2012) |      |                  |

### Trofea krajowe
| \| \| Zdobyte trofea w rozgrywkach Portugalii (stan na: 17-05-2025) \| |                                                               |             | |
| Rozgrywki                                                              | Osiągnięcie                                                   | Razy        | Sezon(y) |
| · Mistrzostwo                                                          | I miejsce                                                     | 33          | 1922, 1925, 1932, 1937, 1939, 1940, 1956, 1959, 1978, 1979, 1985, 1986, 1988, 1990, 1992, 1993, 1995, 1996, 1997, 1998, 1999, 2003, 2004, 2006, 2007, 2008, 2009, 2011, 2012, 2013, 2018, 2020, 2022 |
| · Mistrzostwo                                                          | II miejsce                                                    | 29          | 1924, 1931, 1941, 1951, 1954, 1957, 1958, 1962, 1963, 1964, 1965, 1969, 1975, 1980, 1981, 1983, 1984, 1987, 1989, 1991, 1994, 2000, 2001, 2005, 2015, 2017, 2019, 2021, 2023                         |
| · Mistrzostwo                                                          | III miejsce                                                   | 19          | 1923, 1926, 1933, 1935, 1947, 1952, 1961, 1966, 1967, 1968, 1971, 1977, 1982, 2002, 2010, 2014, 2016, 2024, 2025                                                                                     |
| · Puchar                                                               | zdobywca                                                      | 20          | 1956, 1958, 1968, 1977, 1984, 1988, 1991, 1994, 1998, 2000, 2001, 2003, 2006, 2009, 2010, 2011, 2020, 2022, 2023, 2024                                                                               |
| · Puchar                                                               | finalista                                                     | 14          | 1953, 1959, 1961, 1964, 1978, 1980, 1981, 1983, 1985, 1992, 2004, 2008, 2016, 2019 |
| · Superpuchar                                                          | zdobywca                                                      | 24 (rekord) | 1981, 1983, 1984, 1986, 1990, 1991, 1993, 1994, 1996, 1998, 1999, 2001, 2003, 2004, 2006, 2009, 2010, 2011, 2012, 2013, 2018, 2020, 2022, 2024                                                       |
| · Superpuchar                                                          | finalista                                                     | 10          | 1979, 1985, 1988, 1992, 1995, 1997, 2000, 2007, 2008, 2023 |
| · Puchar Ligi                                                          | zdobywca                                                      | 1           | 2023 |
| · Puchar Ligi                                                          | finalista                                                     | 4           | 2010, 2013, 2019, 2020 |
| II liga                                                                | I miejsce                                                     | 0           | |
| II liga                                                                | II miejsce                                                    | 0           | |
| II liga                                                                | III miejsce                                                   | 0           | |
| Portugalia                                                             | Zdobyte trofea w rozgrywkach Portugalii (stan na: 17-05-2025) |             | |

- Taça José Monteiro da Costa:
  - mistrz (5x): 1911, 1912, 1914, 1915, 1916
  - wicemistrz (1x): 1913

### Trofea regionalne
- Campeonato do Porto:
  - mistrz (30x): 1915, 1916, 1919, 1920, 1921, 1922, 1923, 1924, 1925, 1926, 1927, 1928, 1929, 1930, 1931, 1932, 1933, 1934, 1935, 1936, 1937, 1938, 1940, 1941, 1943, 1944, 1945, 1946, 1947
  - wicemistrz (2x): 1914, 1918
  - 3. miejsce (1x): 1942
- Taça Honra do Porto:
  - zdobywca (14x): 1916, 1917, 1948, 1957, 1958, 1960, 1961, 1962, 1963, 1964, 1965, 1966, 1981, 1984
- Supertaça do Porto:
  - zdobywca (32x):

### Inne trofea
- Taça Ibérica:
  - zdobywca (1x): 1936
- Trofeum Bruges Matins:
  - zdobywca (1x): 2005
- Liga Intercalar:
  - zdobywca (1x): 2009